# Hassberge-Formation

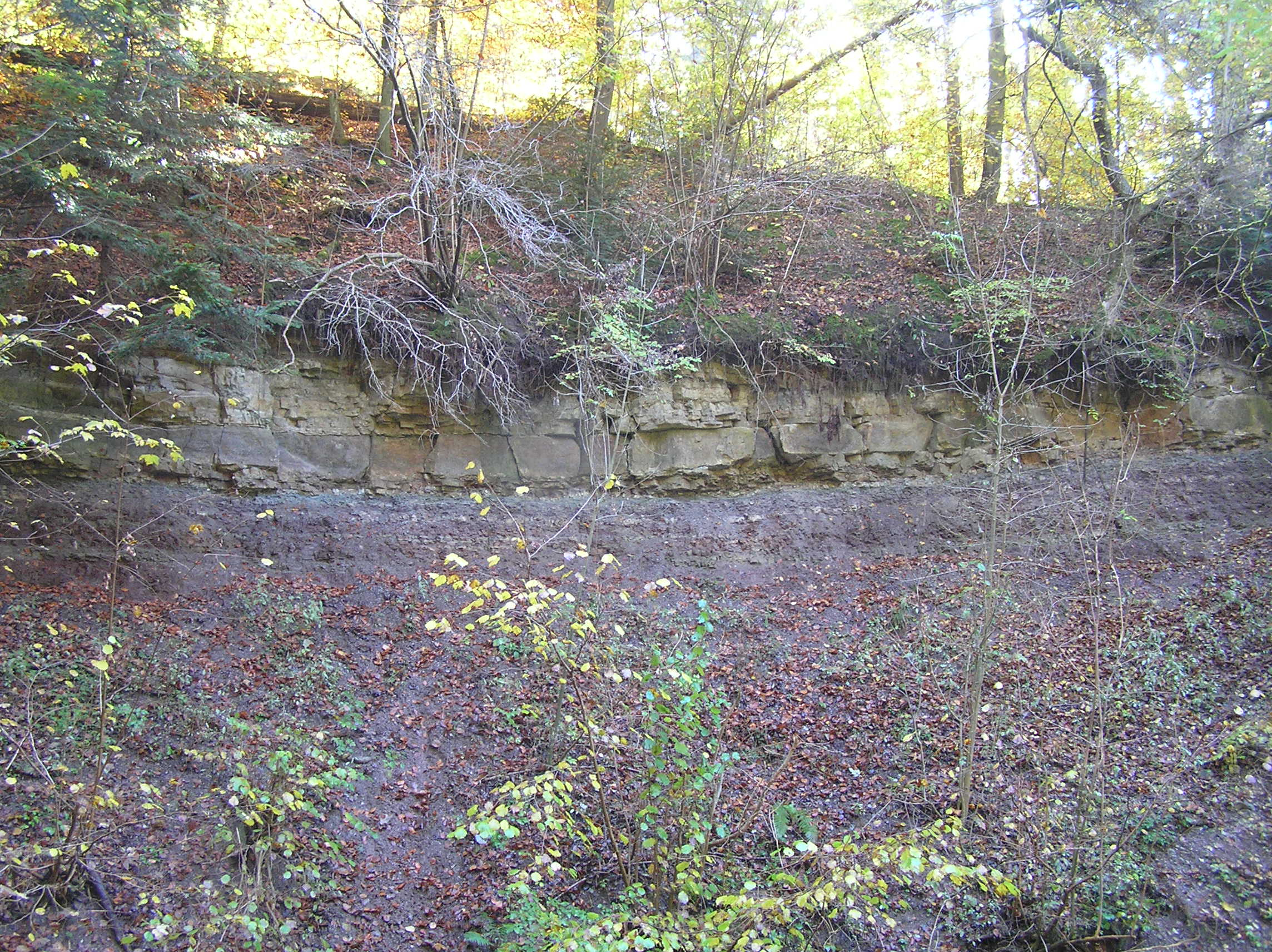
Aufschluss im Schönbuch mit Kontakt der Hassberge-Formation zur unterlagernden Steigerwald-Formation.

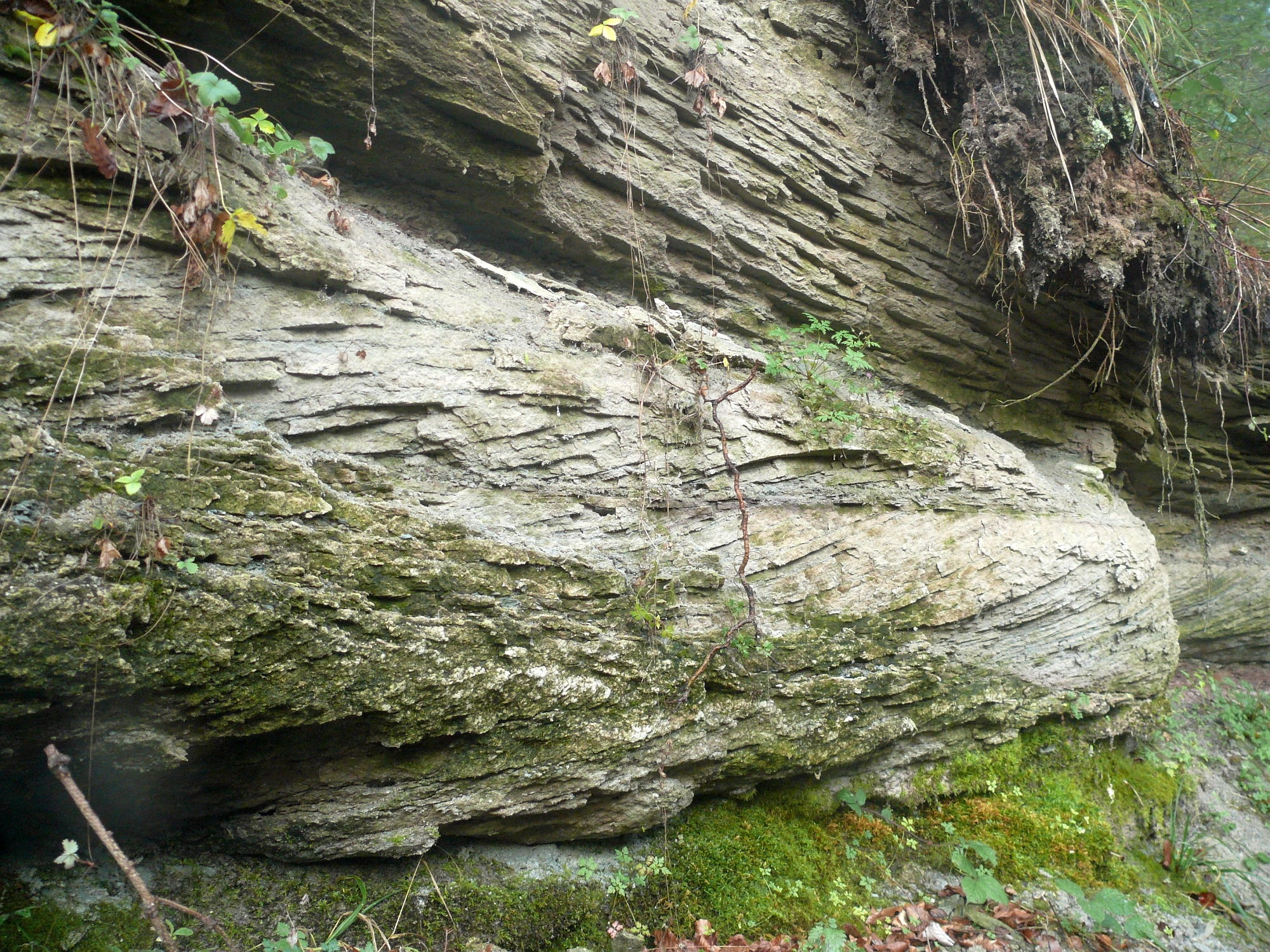
Kieselsandstein mit Schrägschichtung und Mergellagen, darunter die mit Moosen bewachsenen Mergel der Lehrbergschichten

Die Hassberge-Formation (früher Kieselsandstein, Kieselsandstein-Schichten, Blasensandstein i. w. S., Coburger Sandstein) ist eine lithostratigraphische Formation des Keupers in der Germanischen Trias. Die lithostratigraphische Einheit wird von der Steigerwald-Formation unterlagert und von der Mainhardt-Formation überlagert.

## Definition
Die Untergrenze der Hassberge-Formation ist mit dem Einsetzen der Sandsteine des Blasensandsteins definiert. Die Grenze ist allerdings eine diachrone Faziesgrenze. Die Obergrenze ist durch das Aussetzen der Sandsteine definiert. Die Mächtigkeit beträgt maximal etwa 75 m (etwa nordwestlich von Bamberg). Sonst werden Mächtigkeiten von etwa 40 bis 50 m erreicht. Die Formation keilt nach Südwesten kontinuierlich auf 0 m aus. Die Hassberge-Formation ist auf den Randbereich des Germanischen Beckens zum Vindelizischen Land hin beschränkt. Die verzahnt sich beckenwärts mit der Weser-Formation. Die Hassberge-Formation wird in das Karnium (Tuvalium) der Obertrias datiert. Die Typprofile liegen in den Steinbrüchen bei Ebelsbach und Schönbachsmühle. Die Typregion sind die Hassberge in Franken, nach denen die Hassberge-Formation auch benannt ist.

## Gliederung
Die Hassberge-Formation ist bisher noch nicht formal in Subformationen untergliedert. Allerdings bietet sich eine lithologische Untergliederung in
- Coburger Bausandstein (Oberer Kieselsandstein) und
- Blasensandstein (Unterer Kieselsandstein) an.

Diese Einheiten könnten daher den Rang von Subformationen bekommen.

## Ablagerungsraum
Die Sandsteine der Hassberge-Formation wurden in einem Flusssystem abgelagert. Die massiven Sandsteine wurden in Flussrinnen abgelagert, die sich mit Überflutungssedimenten verzahnen. In diesen Überflutungsebenen kamen lokal auch Kalkbänke zur Ablagerung.

## Fossilien
Die Sandsteine und Tonlagen enthalten Pflanzenreste (z. B. Voltziales), Arthropoden (Conchostraken, Triopsiden und Insekten), Wirbeltierreste („Reptilien“, Amphibien und Fische) sowie zahlreiche Fährten von größeren Wirbeltieren und sonstige Ichnotaxa. Die Triopsiden aus dem Coburger Sandstein des Steigerwaldes in Franken werden auch heute noch von einigen Autoren zu den ältesten Fossilien gezählt, die bislang von einer „rezenten Art“ gefunden worden sind. Es handelt sich um „Urzeitkrebse“ der Art Triops cancriformis, die gegen Ende der 1930er Jahre von Ferdinand Trusheim erstmals entdeckt und als Unterart T. c. minor beschrieben wurden.